# Kelly Divine
Kelly Divine (Chester, 3 luglio 1984) è un'ex attrice pornografica statunitense.

## Biografia
Kelly ha origini irlandesi ed italiane: queste ultime hanno un tributo nel suo tatuaggio «Il Dolore è Amore» in fondo al suo dorso. Ha iniziato i suoi studi in una scuola cattolica, finendoli poi in una scuola pubblica. Ha lavorato come parrucchiera, è diventata una modella e infine attrice pornografica.
(Kellydivine.com)
Nel mondo dell'hard Kelly Divine è nota per il suo abbondante fondoschiena e per la sua predilezione per il sesso anale. Queste sue caratteristiche le hanno valso il titolo di Buttwoman, succedendo a Alexis Texas, conferitole nel 2011 dalla casa produttrice Elegant Angel per il film Kelly Divine is Buttwoman.

## Vita privata
Nel 2014 ha avuto una figlia.

## Riconoscimenti
- 2010
  - Nomination AVN Awards:[3]

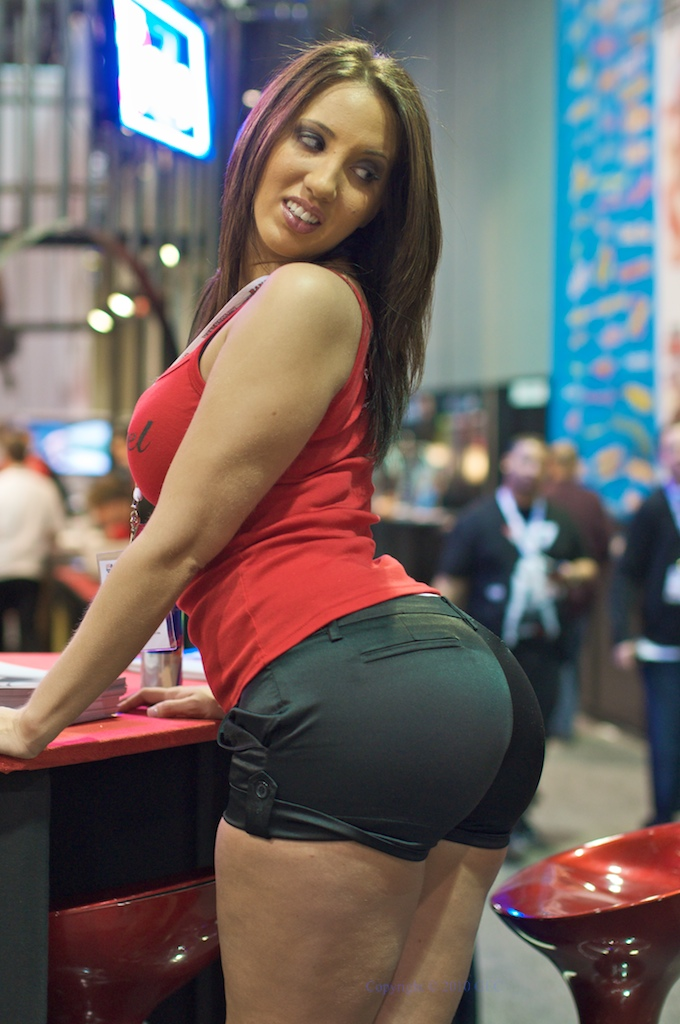
Kelly Divine come "Buttwoman"

  - Best Double Penetration Sex Scene per il film Oil Overload 2, con Rico Strong e Prince Yashua
  - Unsung Starlet of the Year
- Nomination Fame award: Most Underrated Star[4]
- Nomination Urban X Award:'[5]
  - Best Interracial Star
  - Best IR Star personal site per il sito KellyDivine.com
- Nomination XBIZ Award:[6]
  - Porn Star Website of the Year
  - Female Performer of the Year
- 2011
  - Nomination AVN Awards:[7]
  - Best Porn Star Website per il sito KellyDivine.com
  - Best All-Girl Group Sex Scene per Buttman's Evil Live, con Bobbi Starr, Nicki Hunter e Clara G
  - Best All-Girl Group Sex Scene per F for Francesca, con Francesca Lé, Phoenix Marie e Jasmine Jolie
  - Most Outrageous Sex Scene per Nice Jewish Girls, con Dana DeArmond e James Deen
  - Most Outrageous Sex Scene per Rocco's Power Slave, con Tiffany Tyler e Rocco Siffredi
  - Unsung Starlet of the Year
- Nomination XBIZ Award: Porn Star Site of the Year per il sito KellyDivine.com[8]
- Nomination XRCO Award:[9]
  - Unsung Siren
  - Superslut
  - Orgasmic Analist
- 2012
  - Nomination AVN Awards: Best Anal Sex Scene per la scena del film Kelly Divine Is Buttwoman con Nacho Vidal[10]
  - Nomination NightMoves Award: Best Ass[11]
  - Nomination Urban X Award:[12]
  - IR Star of the Year
  - Best Anal Sex Scene per la scena del film Kelly Divine is Buttwoman con London Keyes e Lexington Steele

## Filmografia
- Big Butt Smashdown 10 (2007)
- Bubble Bursting Butts 6 (2007)
- Don't Fuck It ... Just Suck It (2007)
- Double Bubble White Booty 2 (2007)
- Fuck for Dollars 5 (2007)
- Giant White Greeze Butts 3 (2007)
- Great Outdoors (2007)
- I Film Myself 4 (2007)
- Lex Steele XXX 9 (2007)
- Little White Chicks Huge Black Monster Dicks 2 (2007)
- Massive Asses 2 (2007)
- New Nymphos 6 (2007)
- Whatabooty 3 (2007)
- 40 Inch Plus 8 (2008)
- Adventures of Shorty Mac 9 (2008)
- All Up in Her Grill 2 (2008)
- Anal Acrobats 2 (2008)
- Ass Cleavage 10 (2008)
- Ass Parade 15 (2008)
- Big Booty Cuties (2008)
- Big Booty White Girls 5 (2008)
- Big Cock Crazy 6 (2008)
- Big Night Sticks Little White Chicks 2 (2008)
- Big Pretty Titties 3 (2008)
- Big Wet Asses 13 (2008)
- Big White Bubble Butts 5 (2008)
- Black Assassin 1 (2008)
- Black Assassin 2 (2008)
- Black in the Crack 4 (2008)
- Bomb Ass White Booty 10 (2008)
- Bubble Butts Drive Brothas Nutz 3 (2008)
- Cameltoe Workout 1 (2008)
- Control 9 (2008)
- Don't Pull Out 5 (2008)
- Dynamic Booty 3 (2008)
- Face Full of Diesel 5 (2008)
- First Time Auditions 5 (2008)
- Handies (2008)
- Her First Lesbian Sex 14 (2008)
- Hood Hunters (2008)
- I Hope That's Not Yo Daughter 1 (2008)
- I Like Black Boys 7 (2008)
- I Like Phat Bunz 2 (2008)
- I Love Ass Cheeks 2 (2008)
- I Love Big Toys 11 (2008)
- Interracial Cum Junkies (2008)
- Interracial POV 7 (2008)
- It Takes Two 6 (2008)
- It's a Big Black Thing 1 (2008)
- It's Big It's Black It's Jack 6 (2008)
- Juicy White Anal Booty 2 (2008)
- Kelly's Black Book (2008)
- Killer Grip 4 (2008)
- Lex The Impaler 4 (2008)
- Long and Strong (2008)
- Mandingo Taboo 2 (2008)
- Monster Cock Junkies 3 (2008)
- Naked Aces 5 (2008)
- Oil Overload 2 (2008)
- Oil Rigs (2008)
- Phat Ass White Booty 3 (2008)
- Pole Position 8 (2008)
- Round Mound Of Ass 3 (2008)
- Slutty and Sluttier 8 (2008)
- Smothered N' Covered 5 (2008)
- Snow Bottoms 2 (2008)
- Souled Out 2 (2008)
- Tits and Ass 2 (2008)
- What An Ass 7 (2008)
- White Bubble Butts 3 (2008)
- White Girl Got Azz 2 (2008)
- Work It Work It Get It Get It 2 (2008)
- Affirmative Macktion (2009)
- All About Cherokee D'Ass (2009)
- Apple Bottomz 6 (2009)
- Ass Appeal 7 (2009)
- Ass Titans 2 (2009)
- Asslicious (2009)
- Asstounding 1 (2009)
- Battle Of The Asses 1 (2009)
- Bet Your Ass 7 (2009)
- Big Ass Fixation 5 (2009)
- Big Booty Remix 3 (2009)
- Big Butts Like It Big 2 (2009)
- Big Phat Round White Booty (2009)
- Big White Wet Butts 12 (2009)
- Blast Dat Ass (2009)
- Bombshell Bottoms 5 (2009)
- Bubble Butt Boogie (2009)
- Butt Dialed (2009)
- Buttman's Stretch Class 3 (2009)
- Chocoholic MILFs (2009)
- Crude Oil 4 (2009)
- Cum to Order (2009)
- Dark Meat White Treat 6 (2009)
- Doctor Adventures.com 5 (2009)
- Evil Anal 9 (2009)
- Freaks of Cock 5 (2009)
- Fuck My White Ass 5 (2009)
- Gapeman 3 (2009)
- Home Made Bottom Boys (2009)
- Housewife 1 on 1 15 (2009)
- Interracial Muff Munchers (2009)
- Juicy White Booty 4 (2009)
- Just Tease 1 (2009)
- Massive Asses 4 (2009)
- MILF Mann (2009)
- Monster Cock POV 1 (2009)
- Naughty Athletics 8 (2009)
- Nice Ass 2 (2009)
- Nice Jewish Girls (2009)
- Oil and Ass 2 (2009)
- Phat Bottom Girls 1 (2009)
- Phuck Girl 1 (2009)
- Pornstar Workout 2 (2009)
- POV Jugg Fuckers 2 (2009)
- Pretty Sloppy 1 (2009)
- Riley Steele: Scream (2009)
- Sloppy Head 2 (2009)
- Soul in the Hole (2009)
- Throated 18 (2009)
- Thug Hunters (2009)
- Touch My Tushy (2009)
- Vanilla Cakes 2 (2009)
- Anal Junkies On Cock 2 (2010)
- Anal Overdose 1 (2010)
- Ass Ass And More Ass (2010)
- Ass Parade 28 (2010)
- Asses of Face Destruction 10 (2010)
- Asses of Face Destruction 9 (2010)
- Bangin in the Woods (2010)
- Bangin White Ass 3 (2010)
- Battle Bang 1 (2010)
- Battle Of The Asses 2 (2010)
- Belladonna: No Warning 5 (2010)
- Best of Facesitting POV 13 (2010)
- Best of Head (2010)
- Big Assed White Chicks 1 (2010)
- Big Butts Like It Big 6 (2010)
- Big Dick Gloryholes 4 (2010)
- Big Wet Butts 3 (2010)
- Black Dick 4 Tha White Chick (2010)
- Booty Balls (2010)
- Bottom Line 1 (2010)
- Bubble Butt Babysitters (2010)
- Buttman's Evil Live (2010)
- Cuckold Sessions 3 (2010)
- Cvrbongirl (2010)
- Deep Tushy Massage 1 (2010)
- Diaries of a Wife Gone Black 3 (2010)
- Domestic Disturbance 11 (2010)
- Everything Butt 10867 (2010)
- Everything Butt 8825 (2010)
- Everything Butt 9793 (2010)
- F for Francesca (2010)
- Face Fucking Inc. 9 (2010)
- Facesitters in Heat 16 (2010)
- Facesitters in Heat 17 (2010)
- Facesitters in Heat 18 (2010)
- Femdom Ass Worship 5 (2010)
- Fucking Machines 10279 (2010)
- Fucking Machines 10280 (2010)
- Hosed (2010)
- I Love The Soul Pole 2 (2010)
- Interracial Cheerleader Orgy 2 (2010)
- Interracial Gloryhole Initiations 5 (2010)
- Jet Fuel 3 (2010)
- Kelly Divine's Vault 1 (2010)
- Kelly Divine's Vault 2: Interracial Edition (2010)
- Kelly Divine's Vault 3 (2010)
- Kelly Divine's Vault 4 (2010)
- Malibu Massage Parlor 1 (2010)
- Mama's A Freak 2 (2010)
- Masturbation Nation 10 (2010)
- Masturbation Nation 7 (2010)
- Mom's Cuckold 4 (2010)
- Monster Curves 9 (2010)
- Mother Lovers (2010)
- Munch Box (2010)
- My Mommy Eats Cum (2010)
- Naughty Country Girls 2 (2010)
- Phat Bottom Girls 3 (2010)
- Plump Rumps 4 (2010)
- Pornstars Punishment 2 (2010)
- Pretty Sloppy 3 (2010)
- Real Female Orgasms 12 (2010)
- Rico The Destroyer 2 (2010)
- Rocco's Power Slave 1 (2010)
- Rocco's Psycho Love 2 (2010)
- Sex and Submission 8004 (2010)
- Suck Balls 1 (2010)
- Two Big Black and on the Attack 1 (2010)
- White Kong Dong 6 (2010)
- Wide Open Slippery Ass Meat (2010)
- Will Steiger bumst Amerika (2010)
- Working Girls (2010)
- 3 Is Not A Crowd (2011)
- American Cocksucking Sluts 1 (2011)
- Ass Masterpiece 5 (2011)
- Ass Parade 30 (2011)
- Ass Worship 13 (2011)
- Assets 1 (2011)
- Austin XXX Posed 2 (2011)
- Belladonna: No Warning 6 (2011)
- Best of Facesitting POV 14 (2011)
- Buttface (2011)
- Buttman's Stretch Class: Detention 1 (2011)
- Car Wash Girls 2 (2011)
- Caught from Behind (2011)
- Deep Anal Abyss 4 (2011)
- Disciplining The Divas (2011)
- Everything Butt 12050 (2011)
- Everything Butt 14263 (2011)
- Everything Butt 16729 (2011)
- Femdom Ass Worship 9 (2011)
- Francesca Seeking Women (2011)
- Fuck My Mom Hard Mandingo (2011)
- Fucking Machines 10278 (2011)
- Fucking Machines 16908 (2011)
- Housewife 1 on 1 20 (2011)
- I'm Craving Black Cock (2011)
- It's All Pink on the Inside 1 (2011)
- Kelly Divine Is Buttwoman (2011)
- Massive Anal Booty (2011)
- Monster Curves 13 (2011)
- My Black Fantasy (2011)
- My New Black Stepdaddy 7 (2011)
- Official 106 and Park Parody (2011)
- Performers of the Year 2012 (2011)
- Pretty Sloppy 4 (2011)
- Pump That Rump 2 (2011)
- Round Juicy Butts 6 (2011)
- Spit and the Speculum 1 (2011)
- Strawberry Milk Juggs (2011)
- This Isn't Fantasy Island (2011)
- Women Seeking Women 72 (2011)
- Alexis Golden's Orgy Series: Foursome Fucking 2 (2012)
- Ass Addiction (2012)
- Ass Masterpiece 10 (2012)
- Battle Bang 7 (2012)
- Big and Black 6 (2012)
- Big Ass Anal Wreckage 2 (2012)
- Big Butts Like It Big 9 (2012)
- Big Toy Story (2012)
- Black Meat (2012)
- Blasted (2012)
- Creampie On A Divine Ass (2012)
- Device Bondage 19177 (2012)
- ElectroSluts 19763 (2012)
- ElectroSluts 19764 (2012)
- ElectroSluts 19765 (2012)
- Everything Butt 25837 (2012)
- Femdom Ass Worship 19 (2012)
- Gasp, Gag And Gape 2 (2012)
- Girls Love Girls 4 (2012)
- Huge Cock Junkies 4 (2012)
- Incredible Assets (2012)
- Inside Her Ass 1 (2012)
- Interracial Up Her Grill (2012)
- Jada Stevens is Buttwoman (2012)
- Monster Curves 19 (2012)
- Monster Wet Anal Asses 2 (2012)
- Occupy My Ass (2012)
- OMG A Black Man Fucked My Daughter 2 (2012)
- Porn Fidelity Goes Hardcore 2 (2012)
- Public Disgrace 16734 (2012)
- Sassy Ass (2012)
- Sex and Submission 17564 (2012)
- Show Me Your Shit Hole (2012)
- Solo Sweethearts 3 (2012)
- Suck it Like a Lollipop 2 (2012)
- White Booty Clappin (2012)
- White Kong Dong Vs Black Kong Dong 2 (2012)
- Adult Insider 6 (2013)
- A-List Pussy (2013)
- Back in Black (II) (2013)
- Big Assets 4 (2013)
- Big Butts For Breakfast 1 (2013)
- Big Tit Fanatic 2 (2013)
- Big Wet Butts 11 (2013)
- Bound Gang Bangs 16425 (2013)
- Busty Lesbian Sex 2 (2013)
- Buttman's Double Speculum Club (2013)
- Clerks XXX: A Porn Parody (2013)
- Courtney Cummz: Goo Gobblers (2013)
- Dark Meat Rises (2013)
- Dorm Invasion 3 (2013)
- DP My Wife With Me 1 (2013)
- Everything Butt 28832 (2013)
- Francesca Le Is The Ultimate Whore (2013)
- Fucking Machines 16909 (2013)
- Girl Got Ass (2013)
- I Love The Soul Pole 5 (2013)
- Lex Likes 'Em Thick (2013)
- Love Those Fatty Asses (2013)
- Mandingo (2013)
- Mandingo Massacre 8 (2013)
- Orgy Masters 2 (2013)
- Perverted Ass Massage 2 (2013)
- Phat Ass White Girls 3: P.A.W.G. (2013)
- Phat Ass White Girls 5: P.A.W.G. (2013)
- Sexually Broken 40 (2013)
- Sexually Broken 51 (2013)
- She's Gonna Squirt (2013)
- That's A Nice Ass (2013)
- Total Titty Fucking Domination (2013)
- Ventura Streetwalkers (2013)
- Wet Opening (2013)
- Young Girls Want Black Boys (2013)
- 69 Scenes: Anal Anal Anal (2014)
- Anal Showdown (2014)
- Black Addiction (2014)
- Blowjob Fridays 12 (2014)
- Blowjob Fridays 14 (2014)
- Busty Bikini Girls (2014)
- Device Bondage 4 (2014)
- Fuck My Face 2 (2014)
- Interracial Intercourse (2014)
- Kelly Divine Masturbating (2014)
- Mean Bitches Big Ass Worship (2014)
- Molly's Life 22 (2014)
- My Friend's Hot Girl 13 (2014)
- Phat Ass White Girls 10: P.A.W.G. (2014)
- Prime Performers (2014)
- Threesome Addiction (2014)
- Too Much Anal 2 (2014)
- Your Lips My Ass (2014)
- 063 Angela White X Manuel Ferrara X Kelly Divine (2015)
- All About That Bass (2015)
- Anal Therapy (2015)
- Aria and Kelly in Lingere (2015)
- Ass And Tits For Days (2015)
- Asspirations (2015)
- Booty Queen (2015)
- Jada Stevens and Kelly Divine Share Cock (2015)
- Tease and Please (2015)
- All Girls Gangbang With Toys and Bottle Feat. Kelly Divine (2016)
- Bomb Ass White Booty 20 (2016)
- Nature Trail (2016)
- Naughty Stepsisters (2016)
- Rough Lesbian Finger-fucking Feat. Kelly Divine (2016)

Al termine del 2023 la sua attività registra più di 560 film.